# Kevin Paredes
Kevin Alexander Paredes (* 7. Mai 2003 in South Riding, Virginia) ist ein amerikanisch-dominikanischer Fußballspieler. Der linke Flügelspieler steht beim Bundesligisten VfL Wolfsburg unter Vertrag.

## Karriere

### Verein
Paredes, der aufgrund dominikanischer Wurzeln Doppelstaatsbürger ist, wurde ab 2016 bei D.C. United ausgebildet. Ab September 2019 kam er im Alter von 16 Jahren zu Einsätzen für das Farmteam Loudoun United in der USL Championship, die zweite Liga im US-amerikanischen Fußballligensystem. Mitte Januar 2020 unterschrieb er beim Hauptstadtverein seinen ersten Profivertrag. Nach Wiederaufnahme der Spielzeit 2020, die aufgrund der COVID-19-Pandemie von März bis August 2020 pausiert hatte, wurde der Amerikaner zu den Profis hochgezogen und debütierte im August 2020 in der Major League Soccer. Der Amerikaner zählte sofort zur Startelf und absolvierte bis Saisonende 14 Spiele. Auch in der Saison 2021 gehörte er zum Stammpersonal und erzielte 3 Tore in 24 Ligaspielen.
Ende Januar 2022 wechselte Paredes nach Deutschland und unterschrieb beim Bundesligisten VfL Wolfsburg einen bis zum 30. Juni 2026 laufenden Vertrag.

### Nationalmannschaft
Paredes debütierte im Mai 2019 in der US-amerikanischen U16-Nationalmannschaft, für die er in 6 Spielen 2 Tore erzielte.